# توکان کوهی سرپوش‌دار
توکان کوهی سرپوش‌دار(نام علمی: Andigena cucullata) نام یک گونه از سرده توکان کوهی است.